# Уткин, Иван Никитич

Бюст

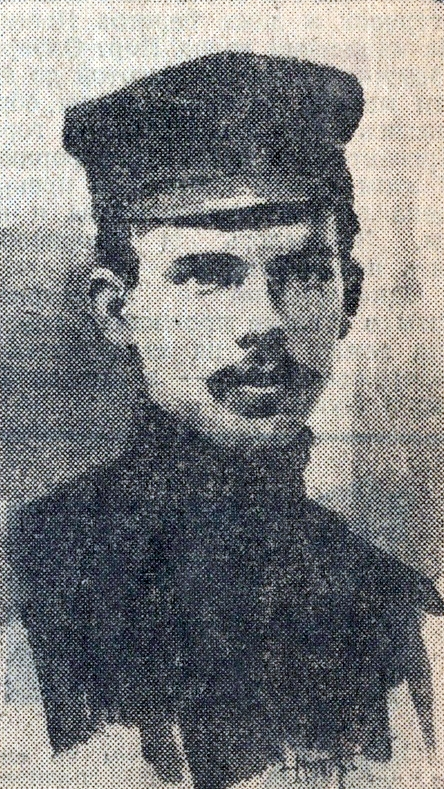

Иван Никитич Уткин (псевдоним Ста́нко; 1884, Иваньково — 1910, Владимир) — русский революционер и боевик. Депутат Иваново-Вознесенского совета рабочих депутатов. Член РСДРП. Начальник рабочей милиции Иваново-Вознесенского совета рабочих депутатов.

## Биография
Родился в деревне Иваньково Владимирской губернии (сейчас Селивановский район Владимирской области). В возрасте 12 лет ушёл пешком в Иваново-Вознесенск (сейчас Иваново) и устроился работать в химическую лабораторию фабрики Грязнова, а потом в ситцепечатную фабрику Зубкова. В 1902 году Иван Никитич вступил в РСДРП и выбрал для себя псевдоним «Станко» (позаимствовал из популярного тогда романа Теодора Ежа «На рассвете»). 
Летом 1904 года ивановские революционеры поручили Ивану создать боевую дружину. Он обучал членов дружины стрельбе и поставлял им оружие. 
В начале 1905 года в дружине числилось около 60 человек. Уткин был арестован после стачки 17 января 1905 года против расстрела петербургских рабочих, в организации которой он принимал участие. После освобождения некоторое время проживал по одному адресу с Фрунзе, который оказал значительное влияние на убеждения Станко в борьбе с самодержавием. Летом этого же года рабочие фабрики Полушина выбрали Станко депутатом в городской совет (первый в России), который позже назначил его начальником городской рабочей милиции. Он часто посещал Шую, где жил Фрунзе, и там тоже организовал боевую дружину. В этом же году Станко выезжал со своими боевыми отрядами в Ярославль и Нижний Новгород с целью военной поддержки рабочих; он, Фрунзе и члены дружины участвовали в Декабрьском восстании в Москве. 
19 июля 1907 года полиция арестовала Станко в Кохме. Его держали в шуйской и владимирской тюрьмах, приговорили к каторге. 
Иван Никитич Уткин (Станко) умер весной 1910 года в тюремной больнице владимирского централа.
Похоронен в братской могиле на Князь-Владимирском кладбище.

## Память
Именем Ивана Никитича Уткина (Станко) в Иванове названы две улицы: улица Уткина и улица Станко. В советское время в честь него называлась площадь в Иванове близ типографии. Санаторий в Кинешемском районе неподалёку от Наволок по сей день носит имя «Станко». В Мемориале на Талке был установлен гранитный бюст.
В посёлке Красная Горбатка Владимирской области установлена белокаменная стела и названа улица в честь Станко.